# Soldat Peaceful
Soldat Peaceful est un roman de Michael Morpurgo destiné à un public d'adolescents. Il a été publié pour la première fois au Royaume-Uni en 2003 sous le titre de Private Peaceful par Collins (filiale de Harper Collins Publishers Ltd). Traduit en français par Diane Ménard, il a été publié en 2004 par les éditions Gallimard Jeunesse.
L’œuvre raconte l'histoire de Tommo Peaceful, soldat britannique pendant la Grande Guerre et de son frère Charlie. Morpurgo s'intéresse à travers ce récit à l'histoire des soldats britanniques fusillés durant le conflit mondial.
Le roman a été adapté en film par le réalisateur Pat O'Connor en 2012.

## Titre
En anglais, l'adjectif peaceful signifie « paisible » ou « pacifique ». Morpurgo en a fait le nom de famille de son personnage principal, après que sa femme l'a remarqué sur une tombe d'un soldat mort le 4 juin 1915 dans un cimetière militaire près d'Ypres.

## Intrigue
Un récit cadre se déroule tout au long de la nuit du 24 au 25 juin 1916, sur le front en France, pendant laquelle Thomas Peaceful surnommé Tommo, très jeune soldat de l'armée britannique se remémore toute sa vie.
Tommo a grandi dans un village de la campagne anglaise. Il se rappelle son enfance, son amour pour Molly, une fille qu'il a rencontrée lors de son premier jour à l'école, et surtout sa relation avec son grand-fère Charlie. Il se rappelle également son père, mort écrasé sous un arbre en voulant sauver son fils lors de travaux d'affouages. Tommo se souvient également de la manière dont Charlie a noué une relation avec Molly, de la manière dont il est enrôlé dans l'armée, et de la manière dont il l'a suivi en mentant sur son âge.
Le récit relate leur expérience de la guerre, et s'attarde sur un épisode pendant lequel Charlie a désobéi à un ordre du Sergent Hanley pour veiller sur son petit frère blessé dans le no man's land.

## Dimension polémique du roman
À travers ce roman, l'auteur rend hommage aux nombreux fusillés pour diverses raisons durant la Première Guerre mondiale. Voici le postscriptum qu'il a rédigé :
Au cours de la Première Guerre mondiale, entre 1914 et 1918, plus de deux cent quatre-vingt-dix soldats des armées britanniques et du Commonwealth ont été exécutés, certains pour désertion et lâcheté, deux d'entre eux simplement parce qu'ils s'étaient endormis à leur poste. Un grand nombre de ces hommes, nous le savons maintenant, étaient traumatisés par ce qu'on appelle "le choc de l'obus". Les cours martiales siégeaient rapidement, les accusés étaient souvent privés de défenseur. Ce n'est qu'en 2006 que les autorités ont reconnu l'injustice faite aux soldats. Un pardon conditionnel a été accordé en Novembre 2006.

## Distinctions
En Grande Bretagne, le roman reçoit le prix Blue Peter en 2005.
En France, le récit reçoit le Prix Sorcières 2005, catégorie Roman, et en 2006, Prix Ado-Lisant, prix belge décerné par des jeunes de 13 à 17 ans.